# Farbpass

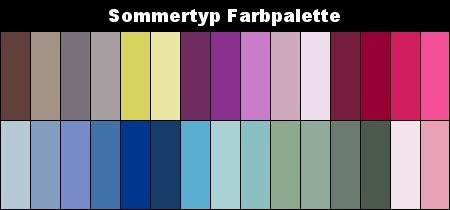
Farbpass für Sommertypen

Ein Farbpass – auch Farbfächer – ist ein Hilfsmittel in der Farb- und Stilberatung. Er dient zur praktischen Umsetzung der Erkenntnisse aus der Farbtypenlehre beim individuellen Styling von Kleidung und Schminke.

## Farbberatung und Farbpass
Bei einer Farbberatung wird zuerst der Farbtyp einer Person ermittelt. Von diesem wird eine Farbpalette abgeleitet, die mit ursprünglichen (anatürlichen) Aussehen einer Person harmoniert. Ein Farbpass gibt somit eine repräsentative Auswahl an Farben aus dieser Farbpalette wieder und dokumentiert somit ein farblich adäquates Farbspektrum. Er unterstützt so die Entscheidungsfindung in der Praxis und hilft z. B. bei der Frage, ob der Farbton eines gewünschten Kleidungsstücks mit der empfohlenen Farbpalette harmoniert.

## Formen
Farbpässe bestehen oft aus einzelnen Farbkarten, die physisch miteinander verbunden sind. Häufig enthalten sie auch einen Textteil mit näheren Erläuterungen zu Basisfarben und Farbkombinationen. Solche sind über Farb- und Stilberater erhältlich, zumeist gegen Entgelt.
Sie sind online auch kostenfrei als Bilder verfügbar. Die Bilder können für den privaten Gebrauch ausgedruckt werden. Bei der Verwendung der Drucke ist jedoch auf deren Qualität, insbesondere die Farbtreue, zu achten.

## Einsatz und Handhabung
Ein Farbpass zur Farbberatung dient einerseits zur Dokumentation und Verinnerlichung des typbezogenen Farbspektrums, in praktischer Hinsicht jedoch vorrangig zum direkten Farbvergleich an Kleidungsstücken. Auf diese Weise kann Fehlkäufen vorgebeugt werden. Die Benutzung eines Farbpasses wird umso sinnvoller, je stärker die in Geschäften präsentierten Kleidungsstücke, Accessoires etc. Kunstlicht ausgesetzt sind (z. B. in Warenhäusern), wobei farbliche Fehleinschätzungen entstehen können. So kann es ohne Abgleich mit einem Farbpass z. B. schnell passieren, dass man ein vermeintlich weinrotes Shirt kauft und erst Zuhause feststellt, dass es tatsächlich rotbraun ist.